# Сполучені Штати Польщі

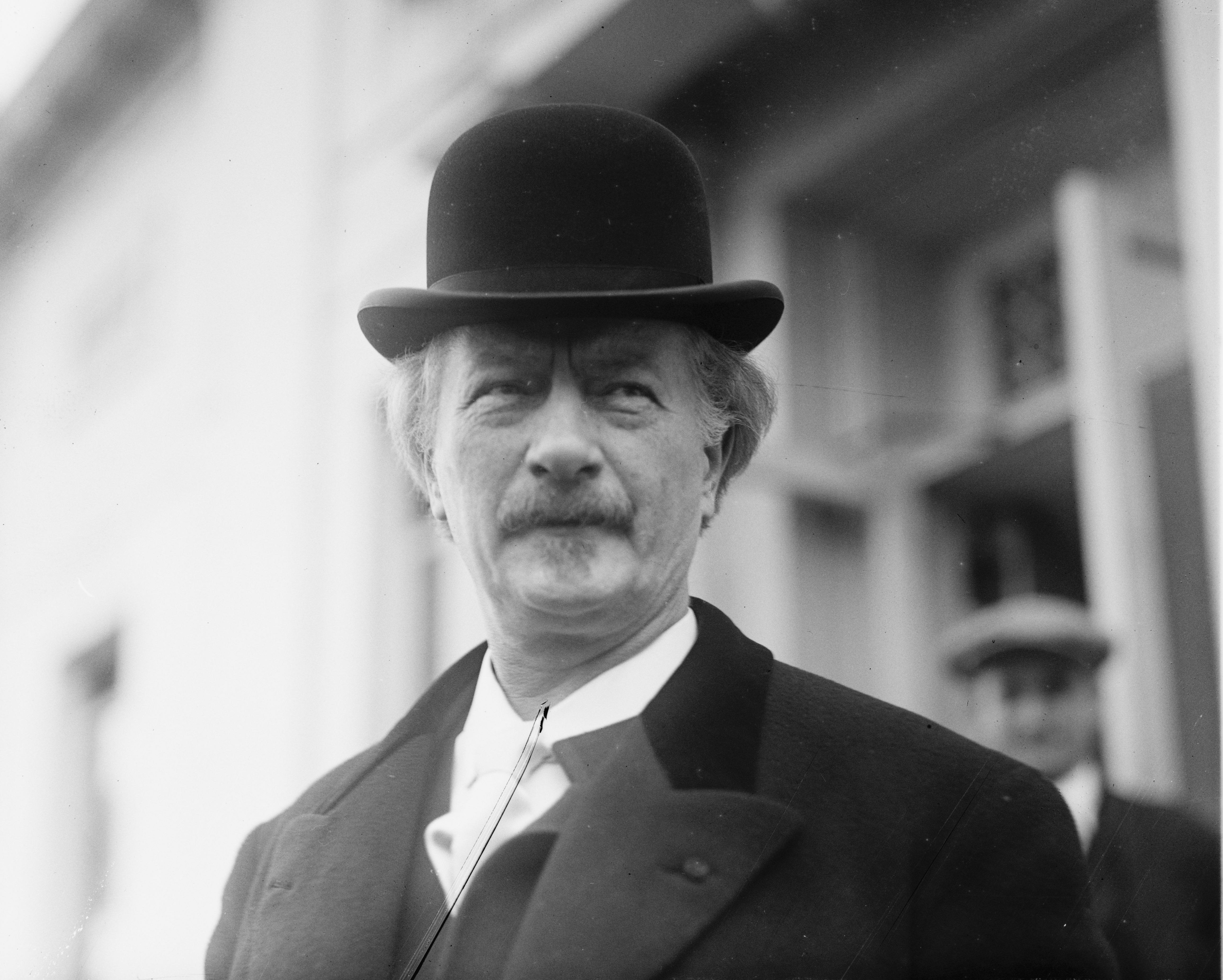
Ігнацій Ян Падеревський

Сполучені Штати Польщі (пол. Stany Zjednoczone Polski) — нереалізована політична концепція відродження Польської республіки, створена міністром закордонних справ Польщі Ігнацієм Яном Падеревським.
Концепція вперше представлена в меморандумі Падеревського, яке передано 11 січня 1917 президенту США Томасу Вудро Вільсону. Падеревський закликав до відновлення Польщі як федеративної держави, в якій конституція та закон мали гарантувати права громадян, а також різних етнічних та релігійних груп. Територія Сполучених Штатів мала покрити більшу частину Речі Посполитої в межах 1772. З огляду на населення цієї території на той час у новоствореній країні жило б близько 54 мільйонів осіб. На чолі держави мав стояти президент, який водночас мав би титул короля Польського, Литовського, Поліського та Галицького.

## Адміністративний поділ
Сполучені Штати Польщі мали складатися з кількох адміністративних одиниць, які мали б велику автономію, зокрема:
- Королівство Польське
- Королівство Литовське
- Королівство Поліське
- Королівство Галицько-Подільське
- Королівство Волинське.

Пізніше в тій же концепції Королівство Галицько-Подільське було замінено на Королівство Галицьке, Королівство Волинське ж було взагалі виключено. Королівство Галицьке мало включити територію Східної Галичини і розташовану між Західним Бугом і Збруч частину Волині. Північна Волинь відходила до Поліського Королівства. Крім земель власне Речі Посполитої, до складу СШП мали увійти землі Тешинського князівства, Опольська Сілезія, а також ряд повітів Нижньої Сілезії. В окремому меморандумі від того ж 11 січня 1917 поміщалися вимоги про включення до складу СШП Східної Пруссії.

## Українська проблема
Постулат створення Королівства Галицького та Королівства Поліського на територіях, значну частину населення яких складали українці, не влаштував українських політиків, які прагнули створення незалежної української держави. Падеревський, однак, залишив це питання невизначеним, тому що через великий відсоток українського населення в цьому регіоні та з політичних та демографічних причин реалізація їхніх намірів викликала б розпад Російської імперії.